# Seminari del Poble de Déu
El Seminari del Poble de Déu fou una associació de fidels dins de l'Església catòlica, iniciada en 1969 a Barcelona per Francesc Casanovas i Martí, acompanyat del prevere Vicenç M. Farré, de Lourdes Campi i Sirvent, casada i mare de família, i un grup de joves. L'associació fou dissolta el 15 d'abril de 2017 per l'arquebisbe de Barcelona Joan Josep Omella.

## Aprovació i Dissolució
L'any 1977 el cardenal Narcís Jubany aprovà els Estatuts del Seminari del Poble de Déu i l'erigí canònicament en l'arquebisbat de Barcelona, aprovació que fou assumida per altres diòcesis. Fou present en els bisbats de Barcelona, Vic, Urgell, Bilbao, Lleida, Segorb-Castelló, Valledupar (Colòmbia), Colònia (Alemanya) i Tarragona. El 15 d'abril de 2017 l'associació fou dissolta per l'arquebisbe de Barcelona Joan Josep Omella. Tot i que en el decret de dissolució no se'n detallen els motius, sembla que els motius eren teològics i es considerava que la doctrina impartida al Seminari del Poble de Déu era incompatible amb la de l'Església catòlica. El 15 d'abril de 2019, la Conferència Episcopal Tarraconense feu públic on comunicat on explicava que tots els membres d'aquesta associació estaven sent investigats per les seves opinions doctrinals i la seva aplicació a la vida cristiana, per la Congregació per a la Doctrina de la Fe, a través d'un tribunal eclesiàstic constituït a la Diòcesi de Vic des del 2017, encapçalat pel secretari del bisbe, jutge diocesà, delegat de joves, rector de la catedral i de la parròquia de Gurb de la Plana, Mn. Jaume Casalmitjana. També es decidí suspendre de manera preventiva l'exercici públic, però no el privat el ministeri als clergues investigats, així com se'ls prohibí també l'ensenyament en els centres teològics de l'Església. Per Sant Joan de 2020 encara no es coneix cap sentència entorn d'aquest judici, deixant continuar la suspensió d'ensenyament de ministeri i ensenyament a presumptes culpables i innocents. Sembla que no es trobarien motius suficients per aital sentència i que l'afer comportaria repercussions tant al cardenal arquebisbe de Barcelona com al mateix bisbe de Vic, veritable instigador de la causa contra els que foren els seus secretaris, familiars i delfins.

## Comunitat cristiana
La comunitat SPD era formada per membres celibataris que vivien en comú —en comunitats masculines o femenines— i membres, celibataris o casats, que vivien en les seves pròpies llars o famílies. L'estil comunitari s'inspirava en la dinàmica de la primera comunitat cristiana descrita prototípicament en els Fets dels Apòstols: «Tots eren constants a escoltar l'ensenyament dels apòstols i a viure en comunió fraterna, a partir el pa i a assistir a les pregàries. […] Els creients vivien units i tot ho tenien al servei de tots; venien les propietats i els béns per distribuir els diners de la venda segons les necessitats de cadascú» (cf.Act 2,42-47; 4,32-35).

## Pensament i Cultura
Els membres del Seminari del Poble de Deú treballaven en oficis diversos, però des dels seus inicis es prioritzà l'estudi de la Teologia. Això responia a l'esperit fundacional, que posà especial relleu a la necessitat de formular un pensament cristià que promogui la concreció cultural i, al mateix temps, la vivencial. Aquesta doble línia s'intentà palesar en la revista trimestral Canvi de Mentalitat i en diversos llibres publicats al llarg d'aquests anys.
El Seminari del Poble de Deú tenia cura de "L'Aula de Teologia Càntic dels Càntics" que era un espai d'investigació i d'activitats diverses com ara conferències, exposicions i simposis d'espiritualitat, per a fomentar el pensament cristià i una cultura, que sorgeix de la vida de l'Evangeli.

## Escola Permanent de Formació
La finalitat principal del Seminari Poble de Déu consistia a "oferir a tothom una Escola Permanent de Formació per al foment i cultiu de la vocació cristiana en el si de la pastoral de conjunt de l'Església diocesana assenyalada per l'Ordinari del Lloc". Hi havia formes diverses d'integració en l'Escola en consonància amb el mateix estat de vida: participar una temporada de la vida en comú, formar part d'algun grup de formació adient o bé participar de la vida parroquial o diocesana, en aquells àmbits eclesials on l'associació col·laborava pastoralment. L'Escola formava i preparava els candidats per a un millor servei a l'Església i a la societat, cadascú des d'aquella vocació específica a la qual se sent cridat. Es considerava que no n'hi ha prou de formar separadament aspectes puntuals de la persona. Per això es fomentava una formació integral, on, a més a més d'incloure l'aspecte intel·lectual, es formaven també les altres dimensions que configuren la persona: sociabilitat, inserció en el medi cultural concret, sentit de responsabilitat ètica, afectivitat, equilibri psico-somàtic, etc.; per això se subratllava que es tractava d'una formació integral.
L'Escola de Formació, al llarg dels anys, es desplegà sobretot en tres àmbits:

### Escola Institucional
Adreçada als aspirants a formar part de l'associació. L'etapa anomenada Escola Monestir, duta a terme en la casa de formació que l'associació tenia a Camprodon (Ripollès), era el cor d'aquesta escola de la institució.

### Escola Catequètica
Adreçada a la pastoral arxiprestal i parroquial. Els membres compromesos de l'associació col·laboraven amb el rector d'una parròquia, o amb els capellans de diverses parròquies, amb vista a oferir una formació que ajudés a prendre consciència de formar comunitat al servei de l'evangelització i en comunió amb els pastors.

### Seminari Laical Diocesà
Com a planter diocesà de vocacions laicals. Experiència pilot de formació de laics vinculada directament al pastor diocesà, es duia a terme en les diòcesis de Valledupar (Colòmbia) i Tarragona.